# Льюїс Річардсон
Льюїс Річардсон (англ. Omari Jones; 4 червня 1997) — британський боксер, призер Олімпійських ігор та чемпіонату Європи серед аматорів.

## Аматорська кар'єра
На чемпіонаті світу 2021 програв в першому бою.
На  чемпіонаті Європи 2022 завоював срібну медаль.
- В 1/8 фіналу переміг Івана Папакіна (Україна) — 5-0
- У чвертьфіналі переміг Кевіна Боак'є Шумана (Німеччина) — 5-0
- У півфіналі переміг Сема Гікі (Шотландія) — 4-1
- У фіналі програв Габріелю Доссену (Ірландія) — 0-5

На Іграх Співдружності 2022 переміг трьох суперників, програв у півфіналі Сему Гікі (Шотландія) і завоював бронзову медаль.
На Олімпійських ігор 2024 завоював бронзову медаль.
- В 1/8 фіналу переміг Вахіда Аббасова (Сербія) — 3-2
- У чвертьфіналі переміг Зеяда Ішаіш (Йорданія) — 3-2
- У півфіналі програв Марко Верде (Мексика) — 2-3